# Brembo

Logo firmy

Brembo – producent systemów hamulcowych, głównie do samochodów i motocykli sportowych. Przedsiębiorstwo założone zostało w Bergamo we Włoszech w 1961 przez Emilia Bombassei, a rozwinięte przez jego syna Alberto Bombassei.
Firma wkrótce po powstaniu zaczęła specjalizować się w produkcji tarcz hamulcowych. W 1964 podpisała umowę z Alfa Romeo na dostawę układów hamulcowych, a w 1972 firma stała się oficjalnym dostawcą hamulców Moto Guzzi.
W 1980 firma dostarczała już układy hamulcowe takim firmom jak: BMW, Chrysler, Lancia, Mercedes-Benz, Nissan oraz Porsche.
Firma sprzedaje również zaawansowane części układów hamulcowych na rynku motoryzacyjnym, m.in. zaciski, bębny, tarcze oraz przewody hamulcowe. Brembo prowadzi również badania dotyczące poprawy produktów i udoskonalania ich. Posiadają oni swoje odlewnie, które zaopatrują filie firmy w materiały produkcyjne. Metody produkcji firmy zostały docenione i przyznane zostały im certyfikaty QS9000 oraz ISO 9001.
Obecnie Brembo zaopatruje takie marki jak: Aston Martin, Audi, Ferrari, Lamborghini, Maserati, Mercedes-Benz, Honda, Pagani i Porsche. Poza tym marki które oferują hamulce Brembo za dopłatą to: Acura, Alfa Romeo, Buick, BMW, Chrysler, Fiat, Holden, Hyundai, Jaguar, Land Rover, Lexus, Mitsubishi, Nissan, Opel, Peugeot, Infiniti, Pontiac, Renault, SEAT, Subaru, Vauxhall, Volkswagen, Volvo i Jeep. Dodatkowo firma zaopatruje w swoje produkty takich producentów motocykli jak: Aprilia, Bimota, BMW Motorrad, Ducati, Harley-Davidson, Husqvarna, IMZ-Ural, KTM, Moto Guzzi, MV Agusta, Suzuki, Triumph, Victory, Yamaha i Voxan. A także producentów pojazdów ciężarowych i dostawczych oraz naczep takich jak: MAN, Scania, Iveco, Schmitz Cargobull oraz Knorr-Bremse